# 国際囲碁連盟
国際囲碁連盟（こくさいいごれんめい、英: International GO Federation、IGF）は、囲碁の国際普及を目的とする国際競技連盟。1982年3月18日に加盟国29か国で発足。
その後、加盟国は77か国（2018年時点）、他に5つの団体会員（イベロアメリカ囲碁協会、世界ペア碁協会、欧州囲碁連盟、應昌期圍棋教育基金、アジア囲碁協会）がいる。

## 発足までの経緯
1957年頃から日本棋院と関係者の間で国際囲碁普及組織の必要性が検討され始め、一時は日本棋院中央会館に国際囲碁協会が設立されて、1963年には9か国が参加するインターナショナル・アマチュア・ゴ・トーナメントが開催された。
また、1957年からはヨーロッパ碁コングレスが開催されて、1959年にヨーロッパ囲碁協会も設立された。1975年には、日本棋院が後援してロンドン囲碁センターが設立される。
1979年に世界アマチュア囲碁選手権戦が開始され、これの運営組織を元にして1982年に国際囲碁連盟が設立された。

## 活動

### 棋戦
- 世界アマチュア囲碁選手権戦を主管。
- 1990年から1998年まで、相鉄杯世界女流アマチュア囲碁選手権戦を主管。
- 1991年から国際アマチュア・ペア碁選手権大会を主管。
- 2006年から、国務総理杯世界アマチュア囲碁選手権戦に協力。
- 2012年から、百霊愛透杯世界囲碁オープン戦を共同主宰。

### 普及
- 2006年、国際競技連盟連合（GAISF）加盟。
- 2005年、世界ブリッジ連盟、国際チェス連盟、国際チェッカー連盟とともに、国際マインドスポーツ協会設立を図り、4競技による世界マインドスポーツ大会開催を目指すことを発表。2008年に第1回ワールドマインドスポーツゲームズを、組織委員として開催した。
- 囲碁の世界統一ルールの制定のための検討を行っている。

## 組織
- 2013年まで、会長には主に日本棋院理事長が就任。本部、事務局は、日本棋院内に置かれていた。
- 2005年、初の女性棋士の理事として、梅沢由香里五段が就任。
- 2006年、重野由紀（1998年～2006年までイタリアに在住）が事務局長に就任し、2013年までつとめる。
- 2014年7月、韓国で開かれる国際囲碁連盟年次総会で韓国棋院に国際囲碁連盟会長が移り、事務局長も韓国に移る[1]。会長は洪錫炫（ホン・ソクヒョン）、事務局長は李夏辰（イ・ハジン）[2]となった。
- 2016年、中国の実業家、常振明が会長に就任。

## 註
1. ↑  重野由紀　国際囲碁連盟のなりたちと今後の課題
2. ↑  https://japanese.joins.com/JArticle/187576